# 요시다 다케시
요시다 다케시(일본어: 吉田 猛, 1956년? ~ )는 재일 한국인으로, 한국 이름은 박박이다.
한양대학교 대학원에서 박사과정 재학 중인 1983년 조총련이 운영하는 일본 학교법인 오학원에 포섭되어 간첩행위를 했다는 혐의로 국군보안사령부에 연행되어 고문, 기소, 처벌받았다.
진실·화해를위한과거사정리위원회는 2009년 3월 16일 박박에 대한 간첩조작 의혹사건에 대한 조사를 개시하여, 동년 6월 30일 오학원 이사장 오영석 등이 사망했기에 박박이 간첩행위를 정말 지시받았는지 여부를 조사할 수 없어 그 범죄사실이 조작되었는지 단정하기는 어려우나, 박박이 보안사에 의해 고문을 받은 것은 분명한 사실로서 형법 제125조 폭행, 가혹행위죄에 해당하며 형사소송법 제420조7호, 제422조 소정의 재심사유에 해당된다는 점에서 진실규명결정 판정을 내렸다.
2011년 7월 박을 비롯하여 윤용진, 이정후 등 사건 관련인들에 대한 재심이 개시되었고, 같은 해 12월 서울고법이 국가보안법 위반혐의에 대해 무죄를 선고했다. 재판부는 박 등의 자백이 고문에 의한 임의성 없는 진술로서 증거능력이 없다고 판시했다. 2012년 6월 대법원이 고법의 판결을 확정하여 관련인들은 사건 28년만에 무죄가 확정되었다.